# Fjordhäst
Fjordhästen, även fjording, är en hästras som ursprungligen kommer från Norge där den även kallas vestlandshest. Den finns numera över hela Skandinavien, på andra håll i Europa och även i USA där den är mycket populär. Fjordhästen räknas som en av världens populäraste raser och även en av de vanligaste i Sverige. Mycket kan bero på den speciella blacka färgen med den vitsvarta manen som ofta stubbas, men även på fjordhästens utmärkta lynne.
En häst som med fördel både kan användas till hoppning, dressyr, terräng, körning etc.

## Historia
Fjordhästen anses vara ättlingar till gamla nordiska ponnyraser som kallades tatariska ponnyer som bildade stora hjordar och utvecklades till en hästras. Folkvandringar med både norrmän och svenskar fick ponnyerna att influeras av andra hästraser. Fjordhästen visar även stor likhet med den mongoliska vildhästen Przewalski, och vissa hävdar att detta skulle visa att människor rest mellan Asien och Europa redan under istiden, kanske för att handla med varandra. Någon närmare släktskap mellan fjordhäst och Przewalski finns dock ej, fjordhästens ljusa blackfärg beror enbart på att uppfödarna inte avlat på icke-blacka fjordhästar under de senaste drygt 100 åren.
Hästar med ståndman som fjordhästen, har hittats på runstenar som är daterade ända bak till vikingatiden. Fjordhästen påstås ibland ha varit vikingarnas favorithästar, men på vikingatiden hade inte rasaveln kommit igång. Det var först på 1800-talet man började dela upp de olika lokala populationerna av lanthästar i "raser". Fram till dess var fjordhästarnas förfäder bara en lokal population av den europeiska lantrashästen. Vissa menar även att Odens åttbenta häst Sleipner var en fjordhäst, men som sagt; rasen fjordhäst var inte etablerad på vikingatiden. På Oslos rådhus finns en bild på Sleipner, där han utan tvekan är avbildad som en fjording. Under den här tiden fördes många fjordhästar mellan Norge och Storbritannien där de bland annat användes i utvecklingen av den väldigt snarlika Highlandponnyn. 
1890 importerades två fjordhingstar till Hebriderna för att förbättra de lokala häststammarna och många hästar importerades även av Tyskland och Danmark. I Danmark är den omåttligt populär och den absolut vanligaste hästrasen trots att Danmark har många fina inhemska hästraser. I Sverige startades den första föreningen, Svenska fjordhästföreningen, år 1961.

## Egenskaper

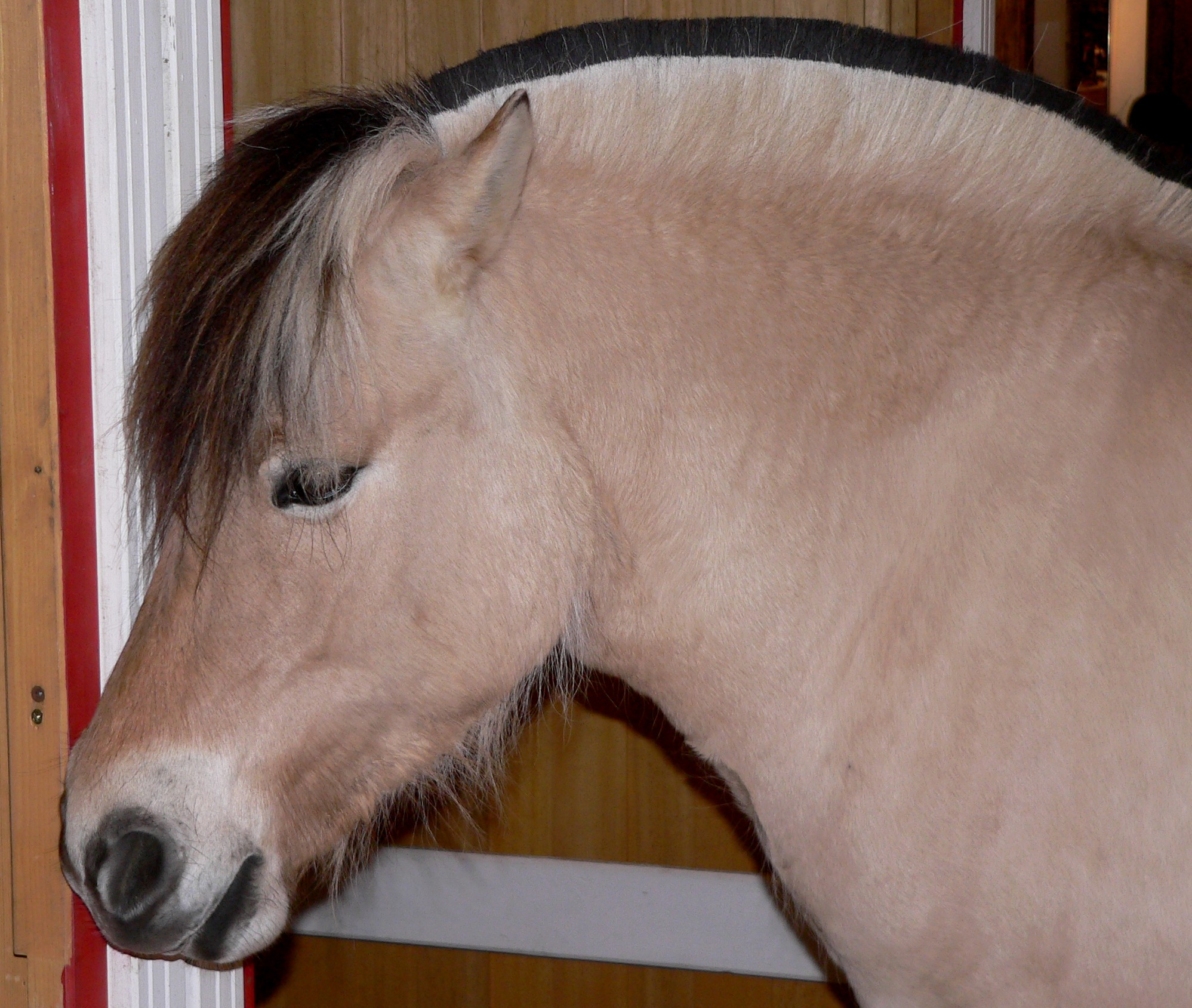
Fjordhästens man skall av tradition stubbas

Av alla de moderna hästraserna är fjordhästen den som mest liknar den asiatiska vildhästen (men som nämnts ovan är det dock enbart en skenbar likhet beroende på senaste århundradets rasavel inom fjordrasen). Karakteristiskt är ryggstrimman, ålen, och den grova upprättstående manen, stubbmanen. Manen klipps traditionellt så att den står rakt upp. När hästarna medverkar i begravningståg klipps de vita håren något kortare än de svarta håren, därav klippningens namn sorgkant. 
Fjordhästens färg kallas black, med variationer från mörkbrunt till vitt, där den ljusbrunblacka färgen är absolut vanligast, men även rödblack är relativt vanlig. Fjordhästarna bör inte ha några vita tecken, hingstar med vita tecken får ej godkännas för avel. 
Mankhöjden kan variera mellan 120 och 160 cm, men vanligtvis är de 135–150 cm. I Norge används fjordhästen som klövjehäst, ridhäst och körhäst. Hästens styrka och uthållighet är en tillgång vid turridning. Den har oftast ett väldigt bra temperament och passar bra med barn. Fjordhästen tävlar framgångsrikt i hoppning, dressyr och körning och är väldigt allroundbetonad. De passar utmärkt till distansritt där de tävlar upp till 16 mil.